# Akogare no Hawaii kōro
Pour plus de détails, voir Fiche technique et Distribution.
Akogare no Hawaii kōro (憧れのハワイ航路) est un film japonais en noir et blanc sorti en 1950 réalisé par Torajirō Saitō.

## Fiche technique
- Titre : Akogare no Hawaii kōro
- Titre original : 憧れのハワイ航路
- Réalisation : Torajirō Saitō
- Pays de production :  Japon
- Langue : japonais
- Durée : 78 minutes
- Date de sortie :
  - Japon : 1er avril 1950[1]

## Distribution
- Haruo Oka
- Hibari Misora
- Sanae Ijita (柴田早苗)
- Mitsuko Yoshikawa
- Tamae Kiyokawa (清川玉枝)
- Achako Hanabishi (花菱アチャコ)
- Shintarō Kido
- Robba Furukawa (古川緑波/古川ロッパ)